# Гаврилов, Владимир Николаевич (Герой Советского Союза)
Влади́мир Никола́евич Гаври́лов (18 апреля 1921, Петроград — 14 января 1943, Вардё, Финнмарк) — советский лётчик авиации Военно-Морского флота, участник Великой Отечественной войны, Герой Советского Союза (22.02.1943, посмертно). Сержант (3.12.1941)

## Биография
Русский по национальности, родился в семье рабочего. После окончания 10 классов школы поступил в Ленинградский институт водного транспорта. 
В октябре 1939 года призван на службу в Красную Армию. Окончил в 1940 году школу младших авиационных специалистов Харьковского военного округа (действовала в городе Лебедин). После краткой службы мастером по авиационному вооружению 83-го дальнебомбардировочного авиационного полка ВВС Закавказского военного округа (апрель—июль 1940 г.) в июле 1940 года переведён в Военно-морской флот и направлен для продолжения обучения в Военно-морское авиационное училище им. С. А. Леваневского (г. Николаев Украинской ССР). После начала Великой Отечественной войны вместе с училищем был эвакуирован на ст. Безенчук (Куйбышевская область), где он его и окончил в декабре 1941 года.
После окончания училища направлен в ВВС Северного флота. В боях Великой Отечественной войны начал принимать участие с марта 1942 года. Участвовал в обороне Заполярья. Совершил 11 боевых вылетов на удары по немецким базам на побережье Северной Норвегии и по пресечению немецкого судоходства в Баренцевом море. 
14 января 1943 года был нанесён удар по вражеским судам на рейде порта Вардё, и сержант Гаврилов, будучи воздушным стрелком-бомбардиром 24-го минно-торпедного авиационного полка ВВС СФ (5-я бомбардировочная авиационная бригада, Военно-воздушные силы Северного флота), отлично проявил себя во время данной операции. Экипажем капитана А. А. Баштыркова, в состав которого как штурман входил Гаврилов, был потоплен транспорт водоизмещением 8000 тонн, находившийся под особой охраной противника. При выходе из атаки торпедоносец был сбит зенитным огнём и упал в море, экипаж погиб. 
Указом Президиума Верховного Совета СССР «О присвоении звания Героя Советского Союза начальствующему составу Военно-Морского флота» от 22 февраля 1943 года за «образцовое выполнение боевых заданий командования на фронте борьбы с немецкими захватчиками и проявленными при этом отвагу и геройство» удостоен звания Героя Советского Союза.

## Награды
- Медаль «Золотая Звезда» (22 февраля 1943 года, посмертно)[2]
- Орден Ленина (22 февраля 1943 года, посмертно)[2]
- Орден Отечественной войны I степени (4 февраля 1943 года)[2]

## Память
- Имя В. Н. Гаврилова навечно занесли в списки воинской части и начертали на мемориальной доске, посвящённой памяти работников и студентов Ленинградского института водного транспорта, которые погибли во время войны.
- В советское время его имя носил также буксирный теплоход на реке Каме[2].
- Бюст В. Н. Гаврилова, в числе 53-х лётчиков-североморцев, удостоенных звания Героя Советского Союза, установлен в пос. Сафоново на Аллее Героев около музея ВВС СФ.